# Charles Haughey
Charles James "Charlie" Haughey (16. září 1925 – 13. června 2006) byl irský politik. Byl premiérem Irska v letech 1979–1981, roku 1982 a v letech 1987–1992. V letech 1961–1966 byl ministrem spravedlnosti, 1964–1966 ministrem zemědělství, 1966–1970 ministrem financí, 1977–1979 ministrem zdravotnictví, 1977–1979 ministrem sociální péče, 1987–1992 ministrem regionálního rozvoje. Byl představitelem strany Fianna Fáil, jejímž byl v letech 1979–1992 předsedou.
Během jeho kariéry ho provázela řada skandálů, například roku 1970 aféra "Géarchéim na nArm", během níž byl odhalen tajný vývoz zbraní pro Irskou republikánskou armádu v Severním Irsku, roku 1983 zase propukl skandál poté, co se ukázalo, že Haugheyova vláda nechala nezákonně odposlouchávat tři irské novináře, Geraldine Kennedyho, Bruce Arnolda a Vincenta Brownea.